# Giuseppe Tricoli
Giuseppe Tricoli, detto Pippo (Palermo, 26 settembre 1932 – Palermo, 1º dicembre 1995), è stato un politico e storico italiano.

## Biografia
Laureato in Lettere e filosofia, intraprese la carriera universitaria.

### Lo storico
Allievo di Virgilio Titone e Gaetano Falzone, fu docente di Storia del Risorgimento, e poi di Storia moderna al Magistero dell'Università di Palermo e dal 1972 ordinario di Storia contemporanea alla Facoltà di Scienze politiche, che mantenne fino alla morte, nonostante l'impegno parlamentare. Volle come suo assistente a Palermo il giovane saggista Adriano Romualdi, prematuramente scomparso.
I suoi studi storici furono in un primo tempo orientati al periodo della dominazione spagnola in Sicilia e al Risorgimento siciliano, successivamente al fascismo. Fu membro della Consulta Nazionale dell'Istituto per la storia del Risorgimento italiano e responsabile della sede di Palermo.

### Il politico
Giovanissimo fu protagonista a Palermo delle manifestazioni per Trieste italiana, e si avvicinò al MSI e al suo leader palermitano Alfredo Cucco. Nel maggio del 1950, a Roma, fu tra i fondatori del FUAN, insieme a Franco Petronio, Guido Lo Porto, Tommaso Staiti di Cuddia, Giuseppe Marra, Benito Paolone. Insieme all'impegno accademico intraprende quello politico. Nel 1960 è segretario provinciale del Movimento Sociale Italiano e consigliere provinciale di Palermo dal 1961 al 1970. Politicamente vicino al gruppo di Pino Romualdi, fu anche nella segreteria nazionale del partito.
Nel 1971 è eletto deputato all'Assemblea regionale siciliana nel collegio di Palermo per il MSI. Verrà sempre rieletto, nel 1976, nel 1981 e nel 1986. Non si ricandidò nel 1991. In Assemblea regionale fu il promotore della "legge sullo Stemma e il Gonfalone della Regione Siciliana". Fu segretario regionale del MSI-DN dal 1977 al 1982. Nel 1992 si candidò alla Camera, ma non fu eletto per un centinaio di voti. Nel 1994 fu uno dei fondatori di Alleanza Nazionale e prese parte al congresso di Fiuggi del gennaio 1995. Lo aveva già colpito la malattia che lo avrebbe portato alla morte pochi mesi dopo.
Nel 2005 è stata fondata la "Fondazione Giuseppe e Marzio Tricoli" in ricordo suo e del figlio, giovane parlamentare regionale di AN, prematuramente scomparso nel 2003. Il presidente della Fondazione è Fabio Tricoli, giornalista di Mediaset, figlio e fratello rispettivamente di Giuseppe e Marzio.
Ogni anno assegna un premio a personalità siciliane che si sono particolarmente distinte.

## Opere
- La deputazione degli Stati e la crisi del baronaggio siciliano (sec XVI-XIX), Flaccovio, Palermo, 1966
- Le relazioni del Regno di Sicilia nel periodo Spagnolo, Thule, Palermo, 1979
- IL periodo del governo spagnolo di Sicilia nella Relazione del Viceré Uzeda (1687-1696), ed. Thule, Palermo, 1980
- Bonifica integrale e questione agraria siciliana tra storia e politica, ISSPE, Palermo, 1983
- Alfredo Cucco un Siciliano per la Nuova Italia,  ISSPE, Palermo, 1987
- Il fascismo e la lotta contro la mafia, ISSPE, Palermo, 1989
- Mussolini a Palermo nel 1924. ISSPE, Palermo 1993
- I privilegi di Messina nella storia della città e della Sicilia, Novecento, Palermo, 1994

## Curiosità
Molto amico di Paolo Borsellino fin dai tempi degli studi universitari, il giudice era a pranzo nella sua casa al mare di Villagrazia di Carini il 19 luglio 1992, dove aveva lasciato la famiglia, quando fu ucciso nell'attentato di via d'Amelio.